# Кейптаунская ратуша
Кейптаунская ратуша — большое эдвардианское здание в центре Кейптауна, построенное в 1905 году. Оно расположено на Гранд-Парад к западу от крепости и построено из оолитового известняка медового цвета, привезенного из Бата в Англии.

## История
Проект здания был выбран по результатам публичного конкурса, архитекторами-победителями стали Гарри Остин Рид и Фредерик Джордж Грин, а подрядчиками — Т. Ховард и Ф. Г. Скотт. Большая часть строительных материалов, включая приспособления и фурнитуру, была привезена из Европы.

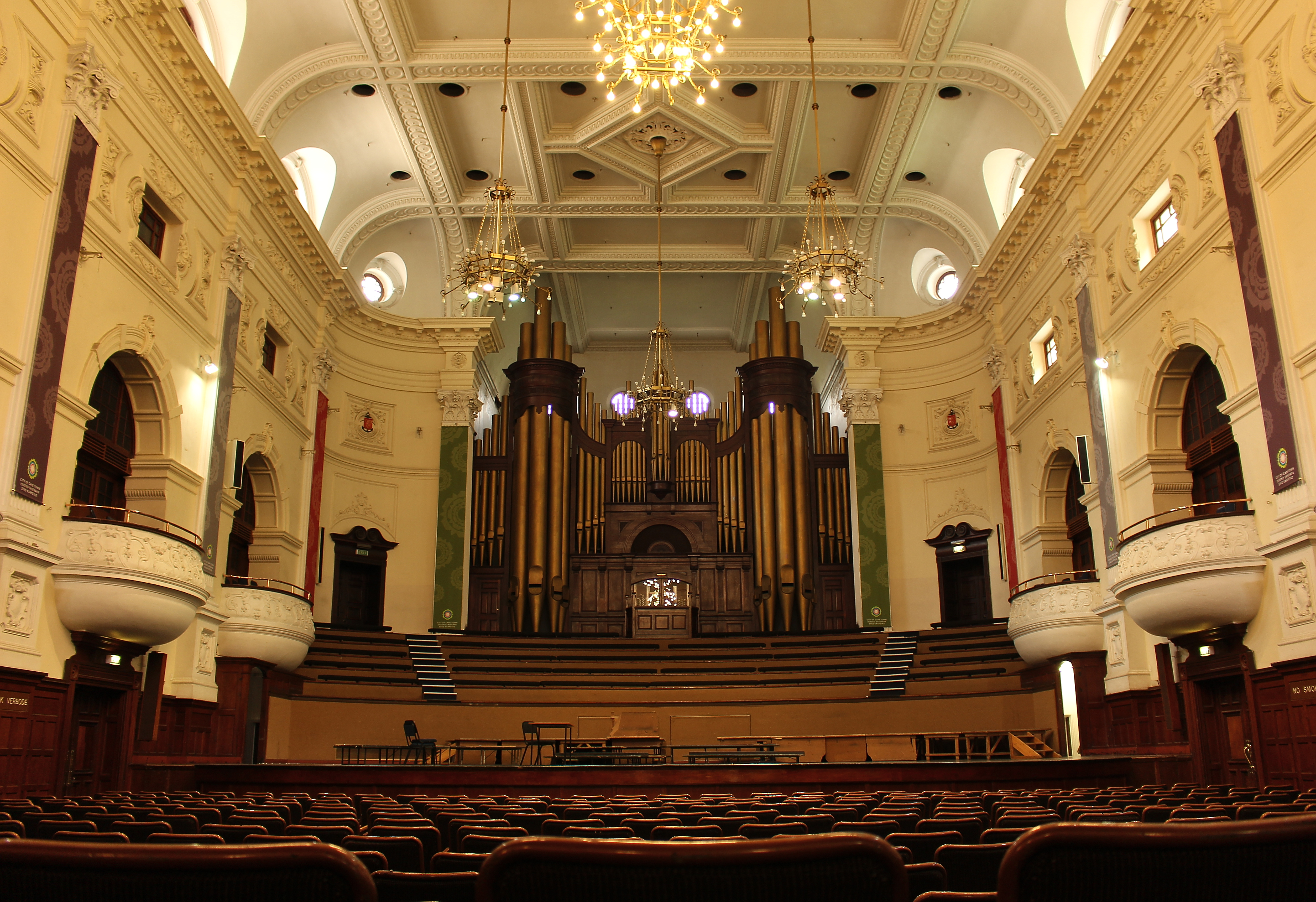
Зрительный зал с органом

Орган был построен Норманом и Бердом из Лондона и Норвича, спецификации были составлены сэром Джорджем Мартином, органистом собора Святого Павла в Лондоне, специально для ратуши. Качество изготовления и материалов высокое, орган изготовлен из красного дерева, тика и сосны. Сэр Джордж Мартин говорил о нем как о «великолепном инструменте во всех градациях тона, от самой мягкой смычки до самой мощной тубы, которую можно найти в органе, и все это находится под самым совершенным контролем, и в целом, этот инструмент следует рассматривать как художественный и механический триумф». Всего насчитывается 3165 труб длиной от 32 фута (10 м) до/' дюйма (19,0500000 мм). Ветер обеспечивался кинетической воздуходувкой, работающей от электродвигателя.
На башне ратуши есть башенные часы, которые отбивают часы и бьют куранты Вестминстерские кварталы. Циферблаты часов сделаны из 4 стальных скелетонизированных циферблатов, заполненных опалом. Часы имеют 24-часовое колесо и рычаг. Колокола были отлиты Джоном Тейлором и компанией из Лафборо, а часы были поставлены компанией JB Joyce &amp; Co из Уитчерча.
Карильон ратушт был установлен как военный мемориал Первой мировой войны, а 22 дополнительных колокола были добавлены в 1925 году с визитом принца Уэльского.
11 февраля 1990 года, всего через несколько часов после освобождения из тюрьмы, Нельсон Мандела произнес свою первую публичную речь с балкона ратуши Кейптауна.
2 января 2022 года здание Национальной ассамблеи парламента ЮАР сильно пострадало в результате пожара в здании парламента. Впоследствии городские власти Кейптауна предоставили мэрию и Гранд-парад для обращения президента Сирила Рамафосы к нации . 7 января парламент объявил, что обращение Рамафосы к нации состоится в мэрии 10 февраля. В нем примут участие 300 членов парламента (депутатов) и 70 гостей в соответствии с правилами COVID-19 .

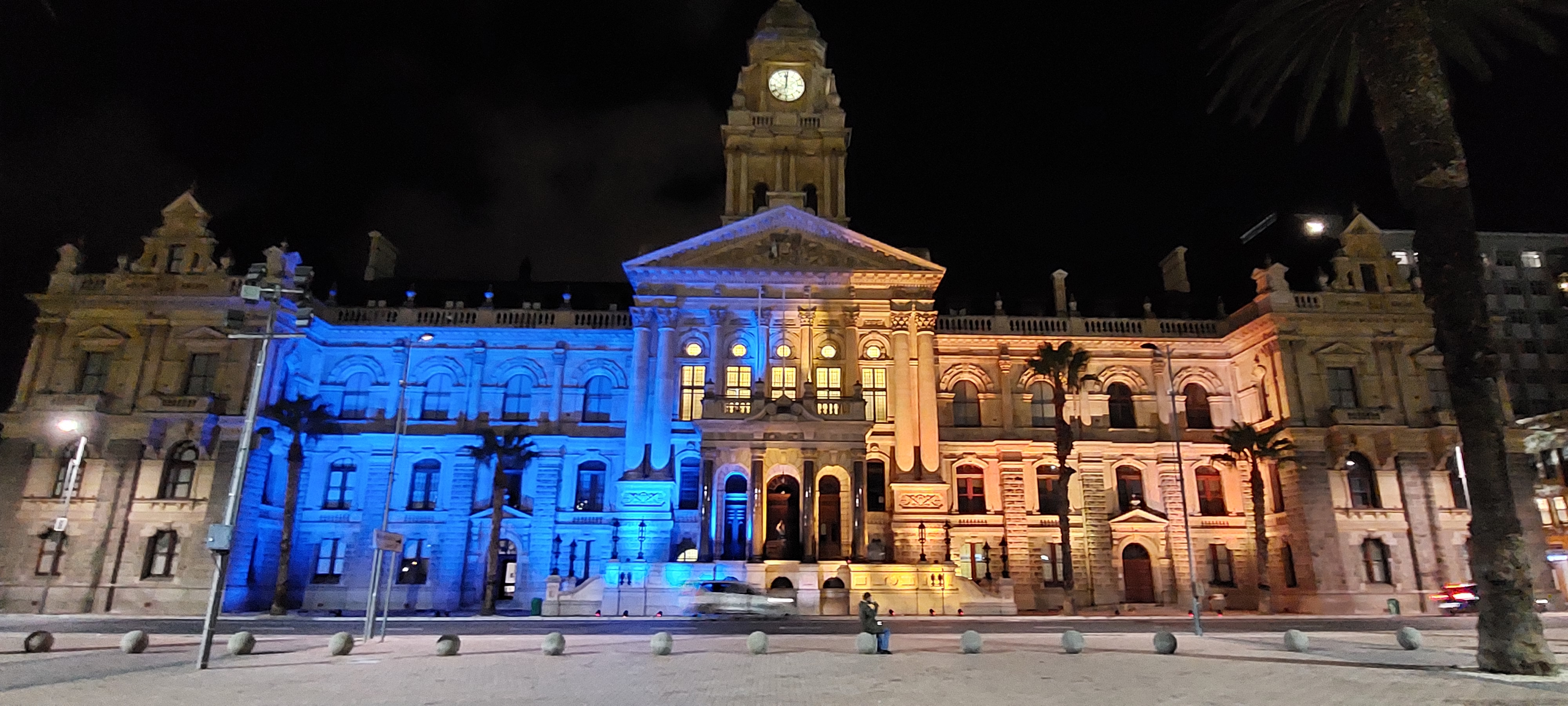
Ратуша освещена цветами украинского флага, чтобы показать поддержку Кейптауна стране во время российского вторжения в 2022 году.

Зал был освещен цветами украинского флага в ночь на 2 марта 2022 года, чтобы показать поддержку города стране во время российского вторжения на Украину в 2022 году .

## Современное использование
Ратуша больше не является домом для властей города Кейптаун, которые расположены в Гражданском центре Кейптауна . С 1982 по 2008 год в нем размещалась Центральная библиотека, которая с тех пор переехала в соседний Старый тренировочный зал. Ратуша стала центральной площадкой для творческих и культурных мероприятий, таких как художественные выставки и концерты. Одним из таких мероприятий являются заседания в ратуше. Возможно, наиболее широко разрекламированное мероприятие, проводимое в мэрии Кейптауна, — это праздничное включение огней, организованное городом Кейптаун. Мероприятие бесплатное для всех и включает в себя лучших местных исполнителей, музыкантов и проекционный дисплей на фасаде здания.

## Статуя Нельсона Манделы
24 июля 2018 года была открыта статуя Нельсона Манделы на балконе с видом на Гранд-парад. Это было на том же месте, где он произнес речь, когда вышел из тюрьмы 11 февраля 1990 г. Также была создана компьютерная 3D-модель статуи Нельсона Манделы. Трехмерная модель основана на наземном лазерном сканировании и фотограмметрии .

## Панорама

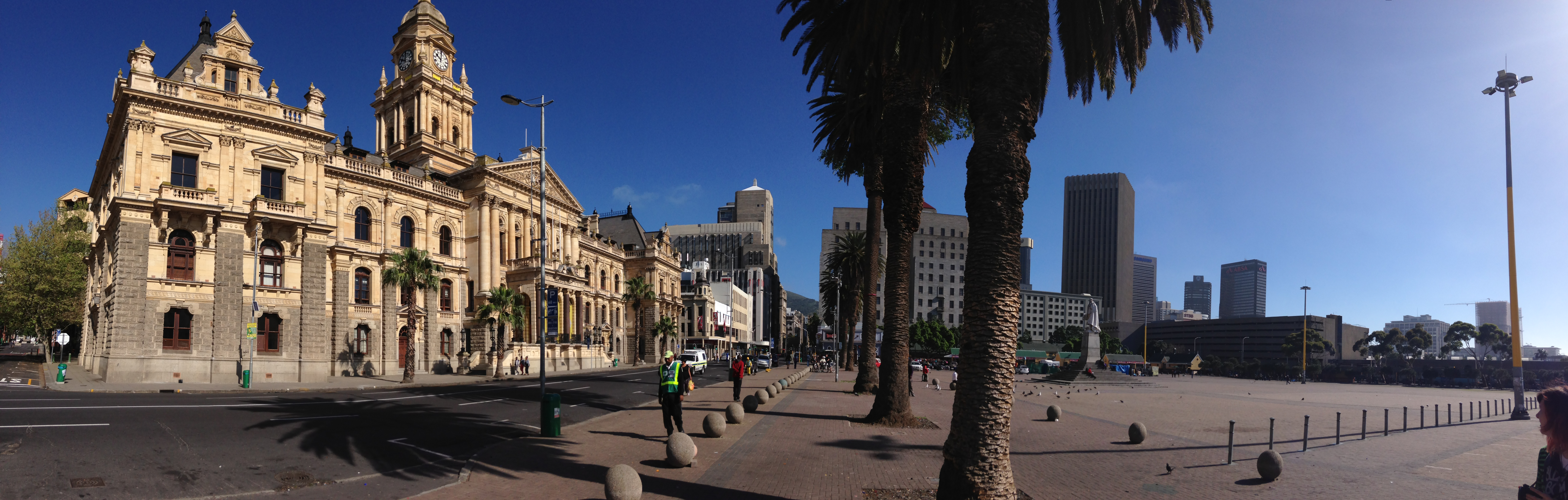
Панорамный вид на ратушу Кейптауна, включая Гранд-Парад.

## Документация с помощью лазерного 3D-сканирования
В период с 2017 по 2018 год проект Zamani задокументировал мэрию Кейптауна с помощью наземного 3D-лазерного сканирования . Текстурированная 3D-модель и виртуальный тур (Панорама-тур) доступны на веб-сайте города Кейптаун (http://www.capetown.gov.za ). Некоммерческая исследовательская группа из Университета Кейптауна (Южная Африка) специализируется на 3D- цифровой документации материального культурного наследия . Данные, созданные проектом Zamani, создают постоянную запись, которую можно использовать для исследований, образования, реставрации и сохранения.

## Анимация
Анимация, основанная на 3D-модели мэрии Кейптауна, была создана Zamani Project.